# رفيق اللحام
رفيق اللحام فنان تشكيلي أردني / فلسطيني (دمشق 1931 - 30 يوليو 2021) كان رساما معماريا في بداياته، وهو أحد مؤسسي رابطة الفنانين التشكيليين الأردنين في أوائل الخمسينيات من القرن العشرين - التي ترأسها عام 1979، وكذلك من مؤسسي اتحاد الفنانين التشكيليين العرب عام 1971. يُعد من الأعلام الثقافية لمدينة عمّان، حيث يُطلق عليه لقب شيخ الفنانين الأردنيين.

## نشأته
وُلد الفنان رفيق اللحام في دمشق عام 1931. وتلقى دراسته الابتدائية فيها، كما درس في دار الصناعة والفنون. تتلمذ على العديد من الأساتذة منهم حلمي حباب، وأستاذ الخط العربي نجاة قصاب حسن والفنان ميشيل كرشة الذي كان أول سوري يوفد إلى فرنسا لدراسة الفن. درس الفن في أكاديمية «أناليك»، ومعهد «سان جوكومو» ومدرسة دانتي للغة الإيطالية في روما. كما واصل دراساته الفنية في معهد روتشستر في الولايات المتحدة الأمريكية.

## الحياة المهنية
عمل رساما معماريا في وزارة الأشغال الأردنية عام 1940 مع أول مهندس أردني توفيق مرار، عام 1942 انتقل للعمل رساما معماريا في القصر الملكي، ومساعدا لمهندس القصر طاهر الطاهر لتسع سنوات، عام 1951 انتقل إلى وزارة السياحة. عام 1952 أسس ندوة الفن الأردنية بالتعاون مع مجموعة من الأصدقاء، وهو من مؤسسي رابطة الفنانين التشكيليين الأردنين في أوائل الخمسينيات.
مثّل الأردن في مؤتمر الفنون الدولي في هولندا سنة 1969. أقام عشرات المعارض الشخصية، وشارك في معظم المعارض الجماعية الأردنية منذ العام 1951، ولوحاته موجودة في متاحف ومؤسسات ولدى العديد من مقتني الأعمال الفنية.
كان أول من عرض تجربة في مجال الجرافيك في الأردن، سنة 1996 في المركز الثقافي الأميركي بجبل عمان، حصل على وسام الكوكب من الدرجة الثانية من جلالة الملك الحسين سنة 1988، نال جائزة الدولة التقديرية للفنون التشكيلية في العام 1991. وجائزة رابطة الفنانين التشكيليين الأردنيين في العام 1993.
قام بتدريس الفن في معهد الفنون الجميلة، والمدرسة الأمريكية، وجمعية الشابات المسيحيات، ومعهد النهضة العلمي، وفي مرسمه بعمان، حصل على عدد من الأوسمة الرفيعة من المغرب وفرنسا واليونان. قام بتصميم العشرات من طوابع البريد التذكارية والشعارات والشهادات والميداليات والعملة الأردنية، عمل في القصور الملكية لمدة ثمانية أعوام، كما عمل في وزارة السياحة والآثار.
شارك في العديد من المعارض الأردنية والعربية والدولية، صمم العشرات من الميداليات التذكارية والمئات من شعارات المؤسسات ومثلها من الطوابع، وله عشرات اللوحات في العديد من المتاحف العربية والأوروبية.

## توثيق عنه
وثق التشكيلي محمد العامري لتجربة اللحام وريادته في كتاب بعنوان «الشاهد والتجربة - عن الفنان رفيق اللحام» أصدرته الدائرة الثقافية لأمانة عمان الكبرى 2001.

## وفاته
تُوفي رفيق اللحام مساء يوم الجمعة في 30 يوليو 2021، عن عمرٍ يناهز 90 عامًا.